# Rhexius stephani
Rhexius stephani är en skalbaggsart som beskrevs av Chandler 1990. Rhexius stephani ingår i släktet Rhexius och familjen kortvingar. Inga underarter finns listade i Catalogue of Life.